# Freylinia vlokii
Freylinia vlokii är en flenörtsväxtart som beskrevs av E.J. van Jaarsveld. Freylinia vlokii ingår i släktet Freylinia och familjen flenörtsväxter. Inga underarter finns listade i Catalogue of Life.